# Microsoft Visual C++
Microsoft Visual C++ (w skrócie MSVC lub VC++) – zintegrowane środowisko programistyczne stworzone przez Microsoft dla języków C, C++ oraz C++/CLI. Zawiera narzędzia do tworzenia i debugowania kodu C++, w szczególności napisanego dla Microsoft Windows API, DirectX API i .Net Framework. Microsoft Visual C++ jest włączony w Visual Studio.

## Wydane wersje
- Microsoft Visual C++ 2008 Express Edition
- Microsoft Visual C++ 2010 Express Edition
- Microsoft Visual C++ 2012 Express Edition
- Microsoft Visual Studio 2010 Professional
- Microsoft Visual Studio 2010 Team Foundation
- Microsoft Visual Studio 2010 Premium
- Microsoft Visual Studio 2010 Ultimate